# Mandorla di Toritto
Con la denominazione di mandorla di Toritto è riconosciuto un prodotto tipico pugliese, inserito nella lista dei prodotti agroalimentari tradizionali italiani (P.A.T) del Ministero delle politiche agricole alimentari e forestali (Mipaaf).
Inoltre è un presidio Slow Food.

## Origini
Il suo nome deriva da quello del paese in cui è prodotta, Toritto, che si trova al confine tra pre-Murgia e Alta Murgia. Qui si sono sviluppate varie cultivar autoctone di Mandorlo che portano il nome di antichi cittadini torittesi. Solo alcune di queste hanno resistito all'invasione delle più produttive varietà californiane. Le principali sono la “Antonio De Vito", la Genco e la “Filippo Cea" (di cui sopravvive la pianta “madre" ). Quest'ultima, in particolare, è ancora molto diffusa nei mandorleti e particolarmente ricercata dai pasticcieri di tutto il mondo, e presso gli agricoltori di tutto il circondario barese.

## Cucina

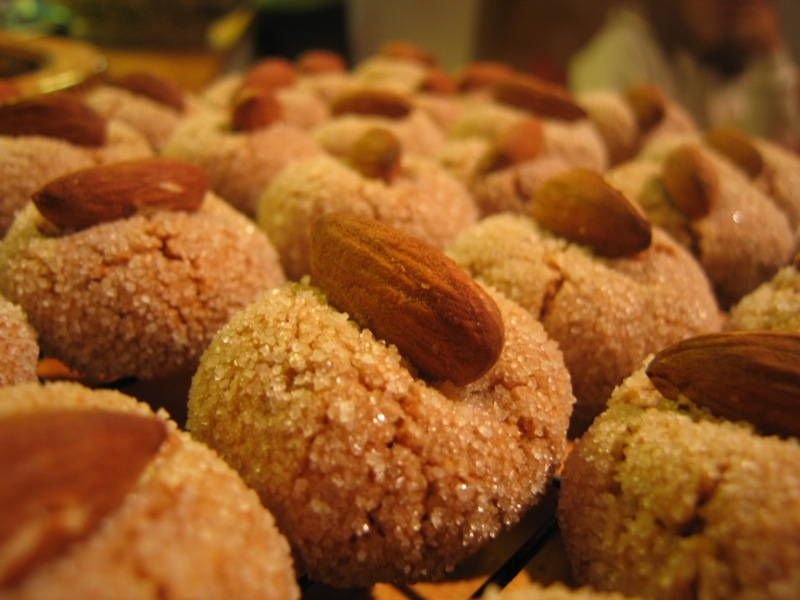
Pasta Reale

La mandorla è un prodotto molto usato nella pasticceria pugliese specialmente sotto forma di Pasta Reale e "torte rosate". È molto apprezzata anche dai produttori di torroni, mentre non si presta particolarmente per la preparazione di confetti a causa della forma piccola e panciuta nel seme. Può anche essere mangiata al naturale o dopo una leggera tostatura. Infine, con essa può essere preparato il latte di mandorla che, secondo la tradizione di Toritto, viene servito fresco ed accompagnato da qualche chicco di riso.

## Informazioni nutrizionali
La mandorla di Toritto ha un alto contenuto in olio e acidi grassi polinsaturi, una bassissima acidità e un sapore intenso ma, allo stesso tempo, equilibrato, con note di burro finali.